# Hipster Whale
Hipster Whale je australská vývojářská firma videoher a jejich vydavatel. Firma sídlí v Melbourne v Austrálii, kde byla založena v listopadu 2014. Zakladatelé jsou Matt Hall a Andy Sum, kteří firmu založili krátce před vydáním hry Crossy Road.

## Historie
V roce 2014, krátce po založení společnost vydala hru Crossy Road, ze které se rychle stala hra virální. Po 3 měsících vydělala aplikace 10 milionů dolarů a stáhlo si ji 50 milionů uživatelů.
V květnu 2015 oznámili, že spolu s Bandai Namco Entertainment vydají hru Pac-Man 256. Stalo se tak v srpnu a pro Windows, PlayStation 4 a Xbox One v červnu roku 2016.
V březnu[ujasnit] Hipster Whale oznámili spin-off hry Crossy Road, kterou společně s Disney Interactive Studios přetvořili na Disney Crossy Road.
V roce 2019 se Hipster Whale připojilo k australské asociaci IGEA (Interactive Games and Entertainment Association), která zastupuje a obhajuje videoherní průmysl v Austrálii.

## Vydané hry
| Rok vydání | Název              | Podporované platformy                                                   |
| ---------- | ------------------ | ----------------------------------------------------------------------- |
| 2014       | Crossy Road        | iPad, iPhone, Apple TV, Windows Phone, Google Play, and Amazon Appstore |
| 2015       | Pac-Man 256        | iOS, Android, Microsoft Windows, PlayStation 4, Xbox One, OS X, Linux   |
| 2015       | Shooty Skies       | iOS, Android, Windows, Mac, Linux                                       |
| 2016       | Disney Crossy Road | iOS, Android, Windows Phone                                             |
| 2018       | Piffle             | iPhone, iPad, and iPod touch, Google Play, Nintendo                     |
| 2020       | Crossy Road Castle | iOS, iPadOS, macOS, tvOS on Apple Arcade                                |
| 2021       | Crossy Road+       | iOS, iPadOS, macOS, tvOS on Apple Arcade                                |

## Ceny
Hipster Whale získalo nespočet cen včetně Studio roku, 2015 Australian Game Development Awards (vítěz) a bylo mezi finalisty bojující o cenu Creative Industries Award, 2015 Australian Export Awards.